# Джена Елфман
Дженифър Мери Елфман (на английски: Jennifer Mary Elfman; родена на 30 септември 1971 г.), по-известна като Джена Елфман (на английски: Jenna Elfman), е американска телевизионна и филмова актриса. Най-известна е с ролята си на Дарма в ситкома „Дарма и Грег“, за която през 1999 г. печели Златен глобус в категорията Най-добра актриса в мюзикъл или комедиен сериал. Играе и в сериалите „Да свалиш Алекс“ (2006), „Щети“ (2012), „Семейство в Белия дом“ (2012 – 2013) и „Да израснеш като Фишър“ (2014).

## Личен живот
На 18 февруари 1995 г. се омъжва за актьора Боди Елфман, който е племенник на композитора Дани Елфман.
На 23 юли 2007 г. Елфман ражда първия си син в Лос Анджелис. На 16 септември обявява, че чака второто си дете. На 2 март 2010 г. се ражда вторият ѝ син.